# Gevatone

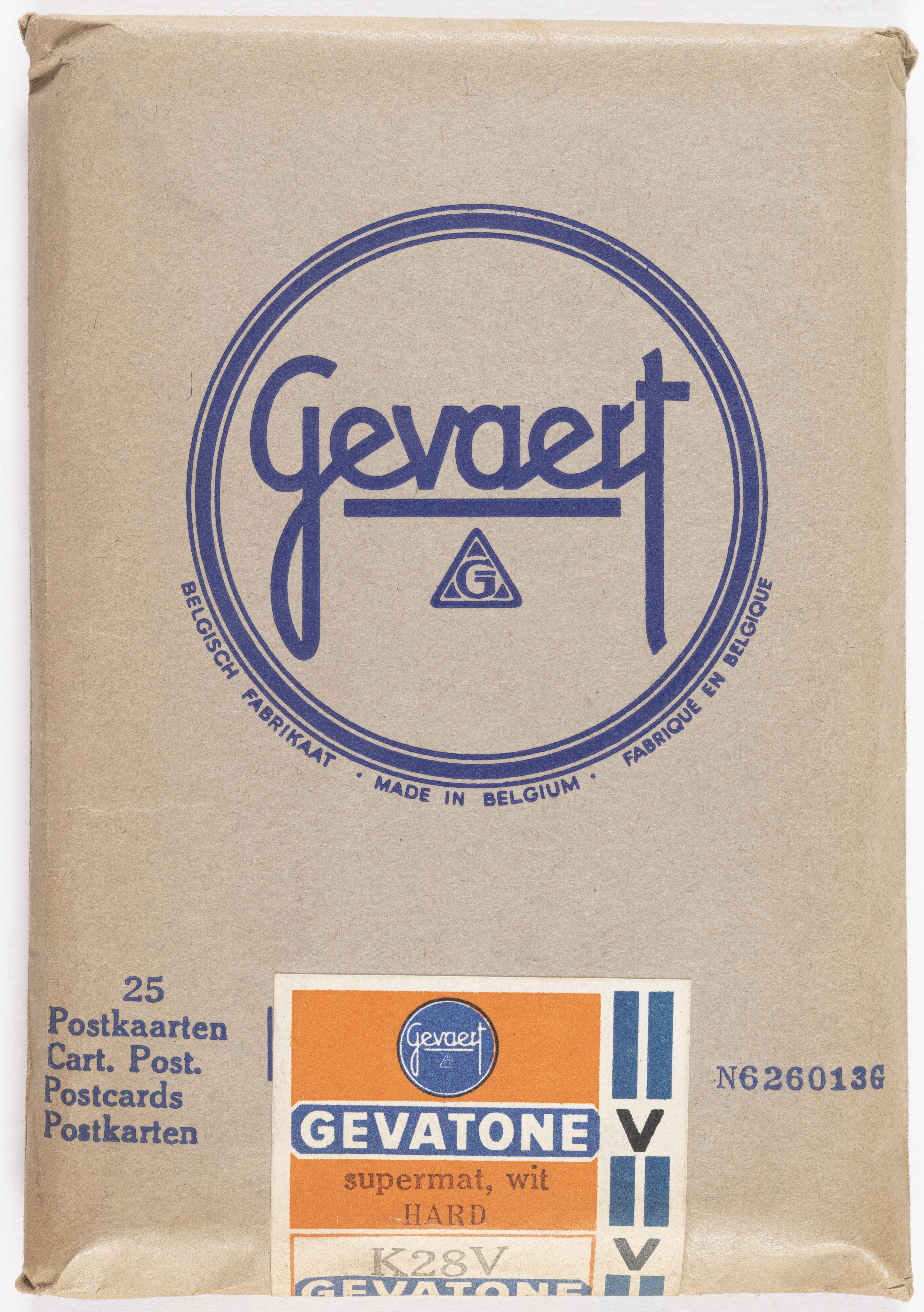
Verpakking fotopapier Gevatone, geproduceerd door Agfa-Gevaert, collectie FOMU Fotomuseum Antwerpen, F 2014 343 r

Gevatone is een merk van fotopapier van fabrikant Gevaert. Het papier combineerde hoge gevoeligheid met een warme beeldtint, paste zich aan alle negatieven aan en leende zich ook tot omkleuren.  Het werd voornamelijk gebruikt voor vergrotingen, maar was ook geschikt voor contactafdrukken. De merknaam werd in België al eind 1936 neergelegd, het fotopapier zelf kwam pas in 1954 op de markt.

## Eigenschappen
De emulsie van het papier bestond uit zilverchloride en zilverbromide en had een hoge gevoeligheid. Bij ontwikkeling in een gewoon metol-hydrochinonbad levert dit beelden op met zeer warme tinten: van warmzwart tot bruinzwart. Door de combinatie van een hoge gevoeligheid en een zeer warme beeldtint, werd het papier voornamelijk gebruikt door professionele fotografen; zij hadden immers de kennis en het materiaal om te spelen met de weergave van de contrasten in het beeld. Gevatone was verkrijgbaar in drie contrastgraden: zacht, normaal en hard, en in de kleuren wit, chamois en ivoorkleur.

## Ontwikkeling
In het Gevaert Fotohandboek uit 1957 worden een aantal aanbevelingen gedaan voor de ontwikkeling van beelden op Gevatone fotopapier. Zo werd als verlichting in de donkere kamer geelgroen of onrechtstreeks oranje licht aanbevolen. Als ontwikkelaar werd de voorkeur gegeven aan Metinol U, en bij een ontwikkeltijd van 1 tot 1,5 minuut bij 20°C leverde dat als beeldtint warm zwart op. Het papier kon ook best niet machinaal gedroogd worden.